# Psaenythia boliviana
Psaenythia boliviana är en biart som beskrevs av Holmberg 1921. Psaenythia boliviana ingår i släktet Psaenythia och familjen grävbin. Inga underarter finns listade i Catalogue of Life.